# Blaž Janc
Blaž Janc (Brežice, 20 novembre 1996) è un pallamanista sloveno, ala destra del Barcellona e della nazionale slovena.